# Raphaëlle Bruneau
Pour les articles homonymes, voir Bruneau.
Raphaëlle Bruneau, précédemment connue sous le nom de Raphaëlle Lubansu, née le 5 janvier 1976 à Reims, est une actrice franco-belge.
Elle s'est fait connaître du grand public avec le rôle de Chloé Matthieu dans PJ en mars 1999.

## Biographie
Elle naît à Reims, mais vit depuis l’âge de 13 ans en Belgique et a obtenu la nationalité belge.
Repérée à 16 ans par Vincent Merveille alors qu’elle joue dans la troupe théâtrale de son lycée, celui-ci la fait tourner dans XYZ Sunday Zamboree, un court métrage. Passionnée par le théâtre, elle n’est toutefois pas certaine d’en vouloir faire son métier. Elle songe, par moments, à devenir avocate. Ses parents diront d’ailleurs « de toute façon, comédienne ou avocate, c’est la même chose ! » Mais sous l’encouragement de quelques amis qui veulent aussi devenir comédiens, elle se présente au concours d’entrée du Conservatoire de Bruxelles qu’elle réussira.
C’est Violette et Framboise, un film drôle et percutant de Kita Bauchet, qui la révèle aux yeux des professionnels et du public. Raphaëlle Bruneau y joue une allumeuse que les hommes n’arrêtent pas d’éteindre plutôt que d’étreindre.
Elle obtient un Premier Prix de Conservatoire en 1996 et deux ans plus tard, elle est élue Meilleur espoir féminin en Belgique pour son rôle dans la pièce Sainte Jeanne des Abattoirs.
Au cinéma, Raphaëlle Bruneau incarne un révolutionnaire infantile dans la Trajectoire oblique, puis enchaîne deux longs métrages, Chacun pour soi de Bruno Bontzolakis en 1997 avec Alexandre Carrière et Nicolas Ducron, et Pure Fiction de Marian Handwerker.
En Belgique, les productions de films étant limitées, elle joue principalement au théâtre. C’est alors que son agent l’envoie sur le casting d’une série télé : PJ. Retenue pour interpréter le rôle de Chloé Matthieu, elle signe un contrat d’un an et commence à tourner en 1998 et apparaître pour la première fois au cours du 14e épisode diffusé en mars 1999. Fort du succès de la série, elle interprètera ce personnage récurrent jusqu’à l’arrêt de la série en 2009. Elle aura joué au total dans 111 épisodes de la série.
Curieuse de toutes les formes d'expression, elle fait partie de Downzoo, un trio de rapeurs.

## Formation artistique
- Cours d'art dramatique avec Francis Besson
- Stages d’art dramatique aux Cours Perimoni à Paris
- Conservatoire royal de Bruxelles

## Filmographie

### Cinéma
- 1998 : Chacun pour soi de Bruno Bontzolakis : Marie, la sœur de Nicolas
- 1998 : Pure Fiction de Marian Handwerker : Sophie
- 2006 : Nue Propriété de Joachim Lafosse : Anne
- 2007 : Formidable de Dominique Standaert
- 2007 : JCVD de Mabrouk el Mechri : Otage 1
- 2009 : Illégal d'Olivier Masset-Depasse : Psychologue aéroport 1
- 2010 : La Douceur de Vivre de Vincent Merveille
- 2011 : À perdre la raison de Joachim Lafosse (présente uniquement dans les scènes coupées)
- 2012 : Zig Zag Kid de Vincent Bal
- 2015 : Les Chevaliers blancs de Joachim Lafosse : Nathalie Joris
- 2015 : Insoumise de Jawad Rhalib
- 2016 : Le Cœur en braille de Michel Boujenah : la principale du collège
- 2016 : Faut pas lui dire de Solange Cicurel : Avocate
- 2017 : Lola Pater de Nadir Moknèche : la gardienne
- 2018 : Les Comètes de Vincent Navarro : La petite faucheuse
- 2020 : Adorables de Solange Cicurel : La dermatologue
- 2020 : Les Apparences de Marc Fitoussi : Servane
- 2022 : La Ruche de Christophe Hermans : Agent M. Simon[réf. nécessaire]
- 2022 : Megalomaniac de Kamel Ouelhaj : Josée Connecci
- 2022 : Les Enfants perdus de Michèle Jacob
- 2024 : Un silence de Joachim Lafosse: Madame Sautiaux
- 2024 : TKT (T'inquiète) de Solange Cicurel

### Télévision
- 1996 : Le R.I.F., épisode Piège pour enfants seuls réalisé par Teff Erhat : Claire
- 1998 - 2008 : PJ, série créée par Michelle Podroznik et Frédéric Krivine : Chloé Matthieu
- 2000 : Juste une question d'amour de Christian Faure : Noëlle
- 2002 : Un paradis pour deux de Pierre Sisser : Birgit Shumader
- 2005 : La Tête haute de Gérard Jourd'hui : Sandrine Trichet
- 2007 : Avocats et Associés, épisode Désordre (crossover avec PJ) : Chloé Matthieu
- 2007 - 2008 : Melting Pot Café, série créée par Jean-Luc Goossens : Stéphanie
- 2008 - 2013 : À tort ou à raison, série créée par Marc Uyttendaele : Fabienne Linder
- 2014 : Marie Curie, une femme sur le front d'Alain Brunard : L'infirmière
- 2014 : Alice Nevers, le juge est une femme, épisode Inexistence réalisé par Julien Zidi : Sylvie Coste
- 2015 : Cherif, épisode Jusqu'à la dernière seconde réalisé par Akim Isker : Femme de la victime
- 2015 : L'Emprise de Claude-Michel Rome : L'avocate d'Alexandra.
- 2017-.... : Zone Blanche de Julien Despaux et Thierry Poiraud
- 2017 : Ben d'Akim Isker : Amandine Chevalier ;
- 2018 : eLegal, série créée par Erwan Augoyard et Sophie Kovess-Brun : Fran Gerrits
- 2018 : Section de recherches, épisode Grand froid réalisé par Julien Zidi : Agnès Lagier
- 2018 : Jacqueline Sauvage : C'était lui ou moi d'Yves Rénier : Suzanne
- 2019 : Unité 42 (épisode 9 et 10, saison 2) de Julie Bertrand, Annie Carels et Charlotte Joulia : Agent Bénédicte Lehon
- 2019 : Ennemi public (saison 2): Nadia
- 2019 : Prise au piège de Karim Ouaret : Sandrine
- 2021 : L'Enfant de personne d'Akim Isker : Emilie
- 2021 : La Corde de  Dominique Rocher : Fanny Morel
- 2024 : Pandore (saison 3) réalisée par Savina Dellicour et Vania Leturcq

### Courts métrages
- 1992 : XYZ, le rendez-vous du dimanche de Vincent Merveille
- 1996 : Violette et Framboise de Kita Bauchet
- 1997 : La trajectoire oblique de Dominique Lolhé
- 1997 : Petit verglas de Christophe Sermet
- 1998 : J'adore le cinéma de Vincent Lannoo
- 1999 : Violette au travail de Kita Bauchet
- 2000 : La cueillette d’Alice de Cédric Maserati
- 2001 : Camille de Kadija Leclere
- 2002 : L’Aveugle de Jean-Marc Vervoort
- 2003 : Façade de Guy Mazarguil
- 2010 : Einstein était un réfugié de Solange Cicurel
- 2011 : Fred et Marie (court-métrage sur la violence faite aux femmes)
- 2013 : L'Effet zouave de Dominique Standaert
- 2017 : L’Évidence de Jean-Benoît Ugeux
- 2021 : Juillet 96 de Michèle Jacob
- 2023 : ?

### Publicité
- 2012 : Fred et Marie. Pour un couple sur huit, ceci n'est pas une fiction (campagne contre la violence conjugale)

## Doublage

### Cinéma

#### Films
- 2023 : L'Improbable Voyage d'Harold Fry : Harold Fry, jeune (Adam Jackson-Smith)

#### Films d'animation
- 1997 : Léo, roi de la jungle : Lukio
- 2018 : Le Quatuor à cornes : Marguerite
- 2020 : Le Quatuor à cornes - Là-haut sur la montagne : Marguerite
- 2022 : Câline : la mère de Coline

### Télévision

#### Téléfilms
- Jace Norman dans :
  - Adam et ses clones (2015) : Adam Baker
  - Un ami qui tombe pile-poil (2016) : Rufus
  - Un ami qui tombe pile-poil 2 (2017) : Rufus
- 2014 : Zapped : Une application d'enfer ! : Zach (Conner Cowie)
- 2019 : Bixler Valley : Enquête au lycée : ? ( ? )

#### Séries télévisées
- Benjamin Flores Jr. dans :
  - Trois fantômes chez les Hathaway (2013-2015) : Louie Preston (48 épisodes)
  - Game Shakers (2015-2019) : Triple G (61 épisodes)
- 2004-2007 : College Party : Ann-Kristin (Lotte Letschert) (20 épisodes)
- 2011-2014 : Section Genius : Angus Chestnut (Aedin Mincks) (49 épisodes)
- 2014-2016 : Henry Danger : Henry Hart / Kid Danger (Jace Norman) (1re voix, saisons 1 et 2)
- 2018 : Brainiacs, l'école des génies (pt) : ? (?) (saison 1)
- 2018-2019 : L'École des chevaliers : Fizzwick (Seth Carr) (22 épisodes)
- 2019-2021 : Gabby Duran, baby-sitter d'extraterrestres : Jeremy (Callan Farris) (41 épisodes)
- 2022 : Un jour après l'autre (es) : Federico « Fede » Arellano (Pablo de Santos)

#### Séries d'animation
- 1999-2000 : Medabots : Ikki Tenryo
- 2001-2002 : Le Projet Zeta : Rosalie « Ro » Rowen
- 2003-2007 : Code Lyoko : Jérémie Belpois[5], Odd Della Robbia
- 2003-2008 : Nom de code : Kids Next Door : Numéro Cinq (2e voix, saisons 2 à 6)
- 2005-2006 : Black Cat : Saya Minatsuki
- 2007-2016 : Super Tom et Les Motamots : Tom (Super Tom)
- 2007-2009 : Cédric : Cédric (2e voix, saison 3)
- 2009-2012 : Beyblade: Metal Fury : Yuki Mizusawa
- 2009-2020 : Le Dino Train : Sammy
- 2010 : Scan2Go : voix additionnelles
- 2010-2013 : Transformers Prime : Rafael « Raf » Esquivel
- 2011 : Marvel Anime - Blade : Eric Brooks (enfant)
- 2012-2013 : Groove High : Lena Michelle Fayo
- 2012-2015 : Petit Spirou : Cassius
- 2015-2017 : Blazing Team : les Maîtres du Yo Kwon Do : Parker Bates
- 2018 : Radiant : Tommy
- 2020 : Boruto: Naruto Next Generations : Tento Madoka (épisodes 148 à 151)
- 2021 : Les Mémoires de Vanitas : Mikail (épisode 10), Jean-Jacques enfant (épisode 16), Luna (1re voix)
- 2021 : The World's Finest Assassin : Noine, Rico (épisode 10)
- 2021 : Mushoku Tensei : Robin Migurdia (épisodes 9 et 18), Kurt (épisodes 10-11), Elinalise Dragonroad (épisode 11)
- 2021 : Les Facteurs de Middlemost : voix additionnelles
- 2021 : Chuggington : ? (saison 6)
- 2022 : In the Land of Leadale : Roxilius (épisodes 10 à 12)
- 2023 : Unicorn: Warriors Eternal (en) : Alfie
- 2023 : Tengoku Daimakyō : Tokio
- 2024 : Grisù : Grisù

### Jeux vidéo
- 2007 : Code Lyoko : Plongez vers l'infini : Jérémie Belpois et Odd Della Robbia

## Théâtre
- 1995 : Le Mariage de Figaro de Beaumarchais, mise en scène de Patricia Houyoux
- 1995 : Éclats de Catherine Anne, mise en scène de Xavier Dumont
- 1996 : Lorsque cinq ans seront passés de Federico García Lorca, mise en scène de Frédéric Dussenne
- 1996 : Gauche uppercut de Joël Jouanneau, mise en scène de Julien Roy
- 1997 : Vie et mort de Pier Paolo Pasolini de Michel Azama, mise en scène de Frédéric Dussenne
- 1997 : Mardi d'Edward Bond, mise en scène d'Alexandre Caputo
- 1998 : Le Public de Federico García Lorca, mise en scène de Frédéric Dussenne
- 1998 : Sainte Jeanne des Abattoirs de Bertolt Brecht, mise en scène de Lorent Wanson
- 2000 : Fiction et réalité de Frédéric Lubansu, mise en scène de Frédéric Lubansu
- 2000 : Et si on parlait… de Sandrine Dryvers, mise en scène de Frédéric Lubansu
- 2004 : Les Acteurs de bonne foi de Marivaux, mise en scène de Mathias Simons
- 2011 : Dieu est un DJ de Falk Richter, mise en scène de Fabrice Murgia
- 2012 : Tchatche ou crèvre de Dorota Maslowska, mise en scène de Collectif TAF
- 2017 : Eurea (lecture spectacle) de In Koli Jean Bofane, mise en lecture de Michel Bernard
- 2020 : Qui est blanc dans cette histoire ? de Raphaëlle Bruneau, mise en scène de Marie-Hélène Balau
- 2021 : Patricia de Geneviève Damas, mise en scène de Frédéric Dussenne
- 2024 : Les mains Anonymes (lecture spectacle) de Dario Larouche, mise en scène de Anne-Gaëlle Verspecht

## Distinctions
- 1996 : Premier prix du Conservatoire royal de Bruxelles
- 1998 : Prix du meilleur espoir féminin au Prix du Théâtre (Belgique)